# فيكتور ماتوس كاردوزو
فيكتور ماتوس كاردوزو هو لاعب كرة قدم برازيلي في مركز قلب الدفاع، ولد في 19 ديسمبر 1989 في البرازيل. لعب مع نادي أمريكا.

## وصلات خارجية
- فيكتور ماتوس كاردوزو على موقع قاعدة بيانات كرة القدم.إي يو (الإنجليزية)
- فيكتور ماتوس كاردوزو على موقع Soccerway.com (الإنجليزية)